# Umi no Momotarō
Umi no Momotarō (海の桃太郎? lett. "L'avventura marina di Momotaro") è un cortometraggio giapponese del 1932 con protagonista l'eroe folclorico Momotarō.

## Trama
Alcuni personaggi antropomorfi sono minacciati da dei pescecani in mare. Il consiglio militare decide di chiedere aiuto all'eroe Momotarō che, partito  assieme ad alcuni fedelissimi su un sottomarino, affronta i terribili squali.
Vittorioso, il paladino viene insignito di una riconoscenza militare assieme ai compagni.